# Золинген
Золинген (също Солинген) (на немски: Solingen) е град във федерална провинция Северен Рейн-Вестфалия, Германия. Намира се южно от градската агломерация Рур. Разположен е на надморска височина между 53 и 276 m.
Площта на Золинген е 89,54 km², населението към 31 декември 2010 г. – 159 927 жители, а гъстотата на населението – 1786 д/km².
Золинген влиза в градската агломерация „Рейнско-Рурски регион“ – най-гъстонаселената конурбация на Германия.
Град Золинген е известен по света като производител на висококачествени остриета, ножове и други режещи инструменти. Името му е защитено като търговска марка, а на 19 март 2012 г. градът получава официалното название „Золинген – градът на остриетата“ (Klingenstadt Solingen).

## В изкуството
В града е създадена прочутата хевиметъл група Accept.

## Побратимени градове
- Гауда (Холандия)